# Papagaio-de-bico-largo
Papagaio-de-bico-largo (nome científico: Lophopsittacus mauritianus) é uma espécie extinta de papagaio que era endêmica de Maurício, uma ilha no Oceano Índico a leste de Madagascar. Única espécie do gênero Lophopsittacus, foi descoberta por navegadores holandeses por volta de 1601, que a chamavam de "corvo indiano". Tinha um temperamento forte, descrito como "mal-humorado", e se recusava a se alimentar em cativeiro. Talvez pelo estigma em relação aos corvos, não há registros de exemplares transportados em navios. Acredita-se que a espécie se extinguiu por volta da década de 1680, menos de um século depois de ter sido avistada pela primeira vez. Além da caça e da predação por animais introduzidos, as palmeiras que lhe forneciam alimento foram derrubadas em larga escala pelos colonos. 
Possuía uma distintiva crista frontal de penas e, diferentemente das cacatuas, não podia movê-la para baixo ou para cima. Ao contrário de outros papagaios das ilhas Mascarenhas, o papagaio-de-bico-largo tinha um crânio achatado. A espécie apresentava dimorfismo sexual: os subfósseis encontrados revelaram que os machos eram maiores: eles mediam 55 a 65 cm de altura, enquanto que as fêmeas mediam cerca de 10 cm a menos. Ambos possuíam cabeças e bicos desproporcionalmente grandes. A diferença entre os sexos no tamanho total e dos crânios é a maior entre todos os papagaios vivos. A cor de sua plumagem foi alvo de grande controvérsia. Hoje pensa-se que tinha bico e corpo vermelhos, e a cabeça azul.

## Taxonomia

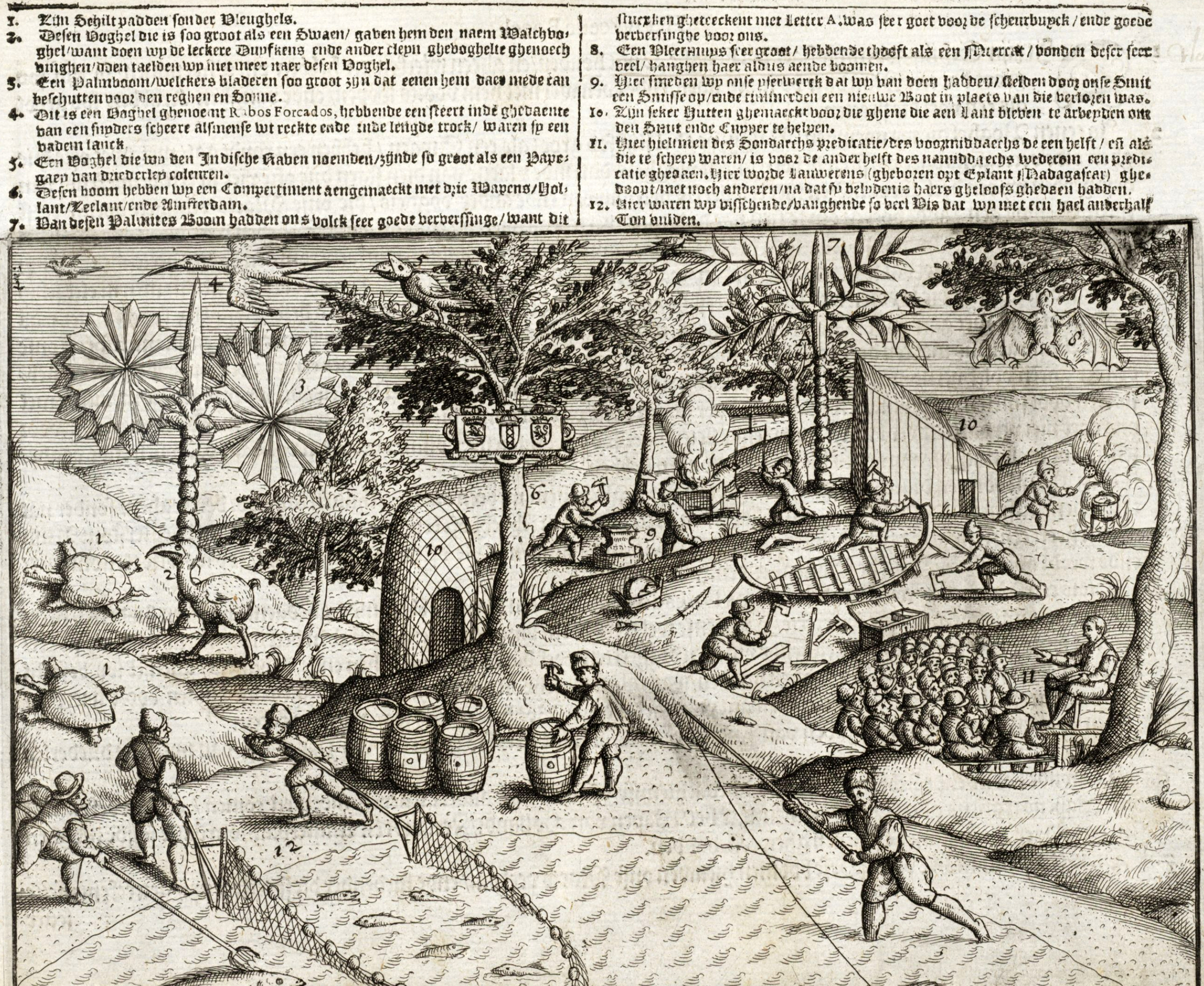
Desenho de 1601 com a primeira descrição de um papagaio-de-bico-largo, a legenda diz: "5 * é uma ave que chamamos de corvo indiano, mais de duas vezes maior que os periquitos, de duas ou três cores".

As primeiras descrições conhecidas do papagaio-de-bico-largo foram feitas por viajantes da Segunda Expedição Holandesa à Indonésia. Liderados pelo almirante Jacob van Neck, os exploradores deixaram a cidade de Texel, nos Países Baixos, em 1598, rumo ao sudeste asiático. Alguns navios pararam numa ilha a leste de Madagascar, a qual batizaram de Maurício, avistando ali uma grande diversidade de novas espécies de aves. Nos relatos da viagem, publicados em 1601, estão a mais antiga ilustração do papagaio, juntamente com o primeiro desenho de um dodô. Os marinheiros holandeses se referiam ao papagaio-de-bico-largo separadamente de outros papagaios, chamando-os de Indische ravens ("corvos da Índia"). Mas as menções não eram acompanhadas de descrições úteis, o que gerou confusão quando seus diários de bordo foram analisados mais tarde.
O naturalista inglês Hugh Edwin Strickland classificou os "corvos indianos" dentro do gênero Buceros, que agrupa algumas espécies de calaus, pois interpretou que a projeção da testa, retratada num desenho da ave, era um chifre. Durante o século XVII, holandeses e franceses também chamavam as araras sul-americanas de "corvos indianos" , termo usado inclusive para designar as calaus das Índias Orientais por falantes das línguas holandesa, francesa e inglesa. O historiador Thomas Herbert se referiu ao papagaio-de-bico-largo como cacatoes (cacatua) em 1634, descrevendo-o como "aves semelhantes a papagaios, ferozes e indomáveis", mas os especialistas não têm certeza se ele estava se referindo a esta ave. Mesmo após o achado de subfósseis de um papagaio combinando com as descrições, o zoólogo francês Émile Oustalet argumentou que o "corvo indiano" era um calau cujos resquícios aguardavam ser descobertos. O renomado ornitólogo France Staub ainda defendia essa ideia em 1993. Contudo, nenhum resquício de calau jamais foi achado na ilha, e, exceto por uma espécie extinta da Nova Caledônia, aves desse tipo não são encontradas em ilhas oceânicas remotas.
A primeira evidência concreta do animal foi uma mandíbula subfóssil coletada junto com o primeiro lote de ossos de dodô encontrado no pântano Mare aux Songes, situado próximo ao litoral no sudeste da ilha Maurício. Richard Owen descreveu a mandíbula em 1866 e identificou-a como pertencente a um grande espécie de psitacídeo, a qual deu o nome binomial Psittacus mauritianus e o nome comum broad-billed parrot (papagaio-de-bico-largo). Este espécime-tipo foi perdido depois. Em 1868, logo após a redescoberta do diário de bordo (datado de 1601) do navio holandês Gelderland, o ornitólogo alemão Hermann Schlegel examinou uma imagem esboçada a pena e tinta e sem nenhuma legenda. Percebendo que o desenho, atribuído ao artista Joris Joostensz Laerle, representava o papagaio descrito por Owen, Schlegel fez a conexão com as descrições de relatos antigos. Em 1875, devido ao fato de ossos e cristas serem significativamente diferentes das espécies Psittacus, Alfred Newton categorizou a ave num novo gênero, batizado por ele de Lophopsittacus. Lophos é a palavra do grego antigo para crista, uma referência à crista frontal da ave, e psittakos significa papagaio nesse mesmo idioma.
Em 1973, com base em ossos subfósseis coletados por Louis Etienne Thirioux no início do século XX, Holyoak descreveu uma outra espécie. A ave, um pequeno papagaio, foi classificada no mesmo gênero do papagaio-de-bico-largo e batizada como Lophopsittacus bensoni. Em 2007, a partir da comparação de subfósseis e descrições dos séculos XVII e XVIII, o paleontólogo inglês Julian Hume moveu essa nova espécie para o gênero Psittacula, chamando-a de Thirioux’s grey parrot ("papagaio-cinzento-de-thirioux", em tradução livre) e formando assim seu nome científico aceito hoje: Psittacula bensoni (cujo nome popular em português papagaio-cinzento-de-maurício). Anteriormente, James Greenway havia erroneamente especulado que os relatos desse papagaio cinzento referiam-se ao papagaio-de-bico-largo.

### Evolução

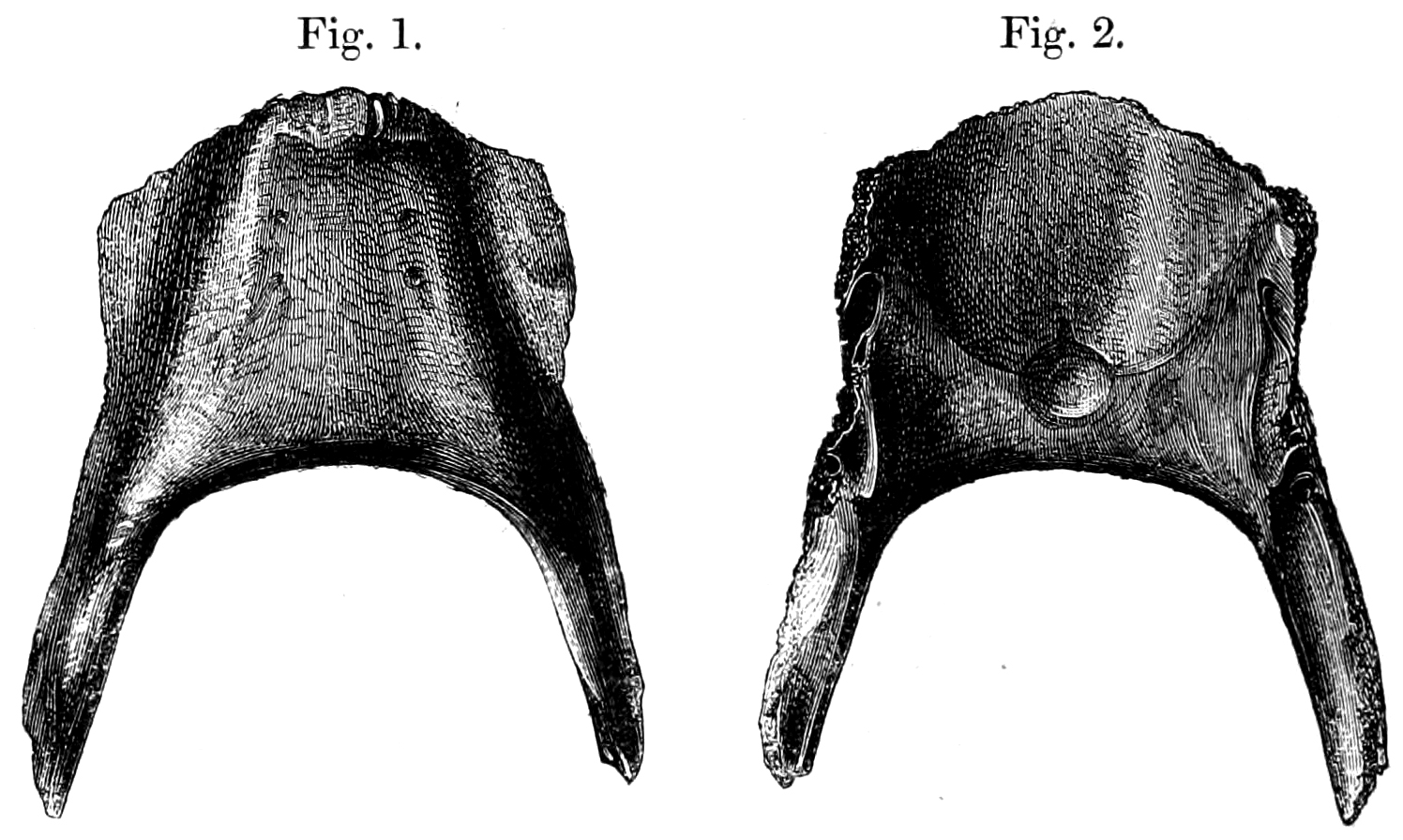
Desenho da mandíbula subfóssil usada para descrever a espécie (1866).

As afinidades taxonômicas do papagaio-de-bico-largo ainda não estão bem definidas. Considerando sua grande mandíbula e outras características osteológicas, Edward Newton e Hans Gadow propuseram que a ave está estreitamente relacionada com o papagaio-de-rodrigues (Necropsittacus rodricanus), mas foram incapazes de determinar se ambos pertenciam ao mesmo gênero, pois a única parte que conheciam do papagaio-de-bico-largo era uma crista. Graham S. Cowles, por sua vez, achou os crânios das espécies muito diferentes para que fossem parentes próximos.
Muitas aves endêmicas das ilhas Mascarenhas, incluindo o dodô, são derivadas de ancestrais do sul da Ásia, e Julian Hume propôs que este pode ser o caso de todos os papagaios do arquipélago. O nível do mar era mais baixo durante o Pleistoceno, de modo que foi possível que algumas espécies colonizassem determinadas ilhas, menos isoladas na época. Embora a maioria das espécies de papagaios extintos das Mascarenhas sejam pouco conhecidas, restos subfósseis mostram que elas compartilhavam características tais como cabeças e mandíbulas ampliadas, ossos peitorais reduzidos e ossos das pernas robustos. Hume sugeriu que esses papagaios têm uma origem comum na radiação da tribo Psittaculini, baseando essa teoria nas características morfológicas e no fato de que os papagaios Psittacula conseguiram colonizar muitas ilhas isoladas no Oceano Índico. Os Psittaculini podem ter invadido a área várias vezes, visto que muitas das espécies estavam tão especializadas que podem ter evoluído significativamente em ilhas de pontos quentes antes das Mascarenhas terem emergido do mar. Um estudo genético, publicado em 2011, descobriu que o papagaio-das-mascarenhas (Mascarinus mascarinus) da vizinha ilha da Reunião era mais intimamente relacionado com o Coracopsis nigra de Madagascar e ilhas próximas, e, portanto, sem relação com os papagaios Psittacula, minando a teoria da origem comum deles.

## Descrição

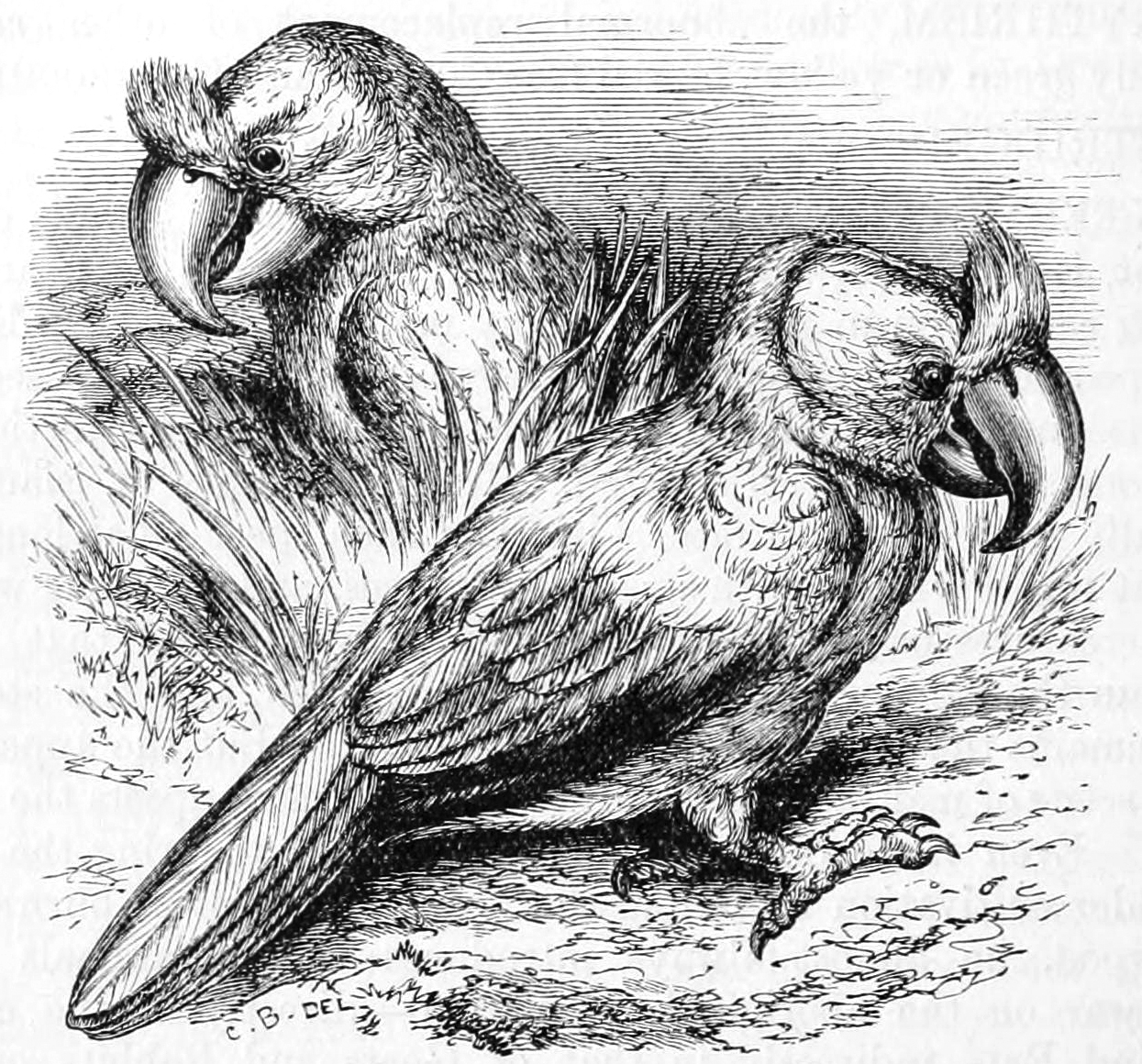
Adaptação artística baseada no traçado do desenho do diário de bordo do Gelderland.

O papagaio-de-bico-largo possuía uma distintiva crista frontal de penas. Saliências do crânio indicam que esta crista era firmemente aderida, e que a ave, diferente das cacatuas, não podia movê-la para baixo ou para cima. O desenho do diário de bordo do Gelderland feito em 1601 foi examinado em 2003 por Julian Hume, que comparou o acabamento de tinta com o lápis do rascunho subjacente e descobriu que este último apresentava vários detalhes adicionais. O esboço de lápis mostra a crista como um tufo de penas arredondadas afixadas na frente da cabeça, bem na base do bico; revela ainda penas tectrizes primárias longas, grandes rêmiges (penas secundárias), e uma cauda ligeiramente bifurcada. A medição dos subfósseis descobertos em 1893 mostra que a mandíbula tinha de 6,5 a 7,8 cm de comprimento por 6,5 cm de largura; o fêmur media 5,8 a 6,3 cm de comprimento; a tíbia 8,8 a 9,9 cm; e o metatarso 3,5 cm. Ao contrário de outros papagaios das ilhas Mascarenhas, o papagaio-de-bico-largo tinha um crânio achatado.
Subfósseis mostram que os machos eram maiores: eles mediam 55 a 65 cm, enquanto que suas parceiras tinham 45 a 55 cm de altura. Ambos possuíam cabeças e bicos desproporcionalmente grandes. O dimorfismo sexual em relação ao tamanho dos crânios dos indivíduos do sexo masculino e feminino é o maior entre os papagaios. As diferenças nos ossos do resto do corpo e dos membros são menos acentuadas; no entanto, havia um maior dimorfismo sexual no tamanho total do que em qualquer papagaio vivo. As diferenças de porte entre as duas aves no esboço 1601 pode ser devido a esta característica. O relato de 1602 feito por Reyer Cornelisz tradicionalmente tem sido interpretado como a única menção contemporânea da diferença de tamanho entre os papagaios-de-bico-largo, listando "grandes e pequenos corvos indianos" entre os animais da ilha. Uma transcrição completa do texto original só foi publicado em 2003, e mostrou que uma vírgula tinha sido mal colocada na tradução para o inglês; "grandes e pequenos" se referia na verdade às "galinhas-do-campo", possivelmente a galinhola-vermelha (grande) e o Dryolimnas (pequeno).
Há controvérsias sobre a coloração do papagaio-de-bico-largo. O relatório de 1598 da viagem de van Neck, publicado três anos depois, continha a primeira ilustração da ave, com uma legenda dizendo que o papagaio tinha "duas ou três cores". O último relato sobre a espécie, e a única menção de cores específicas, foi feita por Johann Christian Hoffman entre 1673 e 1675:
Há também gansos, flamingos, três espécies de pombos de variadas cores, papagaios sarapintados e verdes, corvos vermelhos com bicos recurvados e com cabeças azuis, que voam com dificuldade e receberam dos holandeses o nome de "corvo indiano".

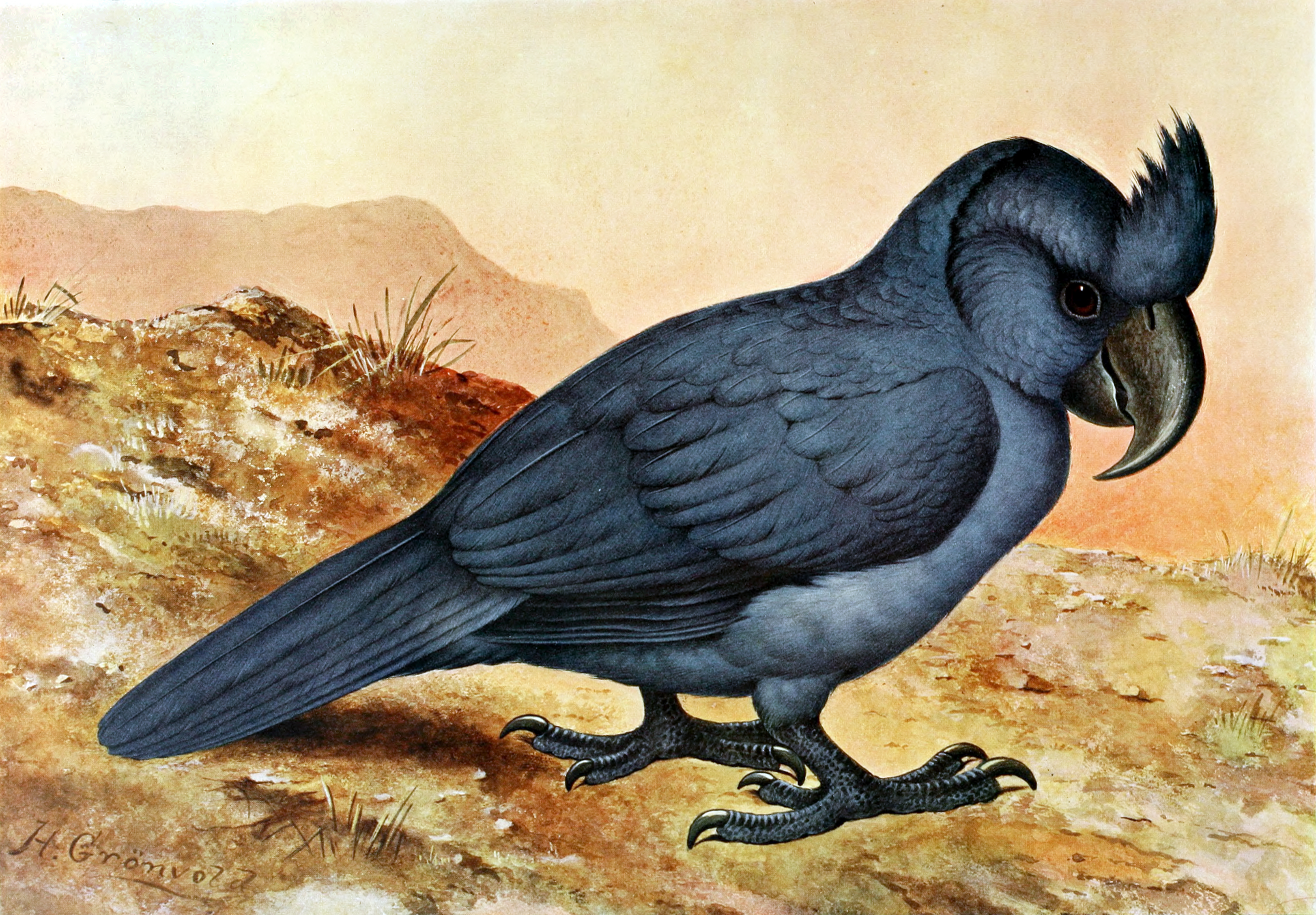
Imagem do papagaio-de-bico-largo no livro Extinct Birds (1907).

Apesar da menção de várias cores, autores como Walter Rothschild alegaram que o diário de bordo do Gelderland descreveu a ave como inteiramente azul-acinzentado, e foi retratado com esta coloração no livro Extinct Birds, escrito por Rothschild em 1907. Uma análise posterior do diário de bordo, feita por Julian Hume, revelou apenas uma descrição do dodô. Ele sugeriu que a máscara facial desenhada de uma maneira distintiva pode representar uma cor diferente. A cabeça era, evidentemente, azul, e, em 2007, Hume sugeriu que o bico pode ter sido vermelho, e o resto da plumagem acinzentada ou enegrecida, o que também ocorre em outras espécies da tribo Psittaculini.
Em 2015, foi publicada uma tradução dos escritos de Johannes Pretorius sobre sua estadia em Maurício. Neste documento, redigido na década de 1660, ele descreveu a ave como "muito belamente colorida". Com base nesse relato, Hume reinterpretou as palavras de Hoffman, e sugeriu que o papagaio pode ter sido colorido, com o corpo e bico vermelhos e a cabeça azul; a ave foi ilustrada dessa maneira no artigo por Ria Winters. Possíveis penas lustrosas ou iridescentes, que mudam de tonalidade de acordo com o ângulo da luz, também podem ter dado a impressão de que a ave tinha mais cores. Foi sugerido ainda que, além de dimorfismo em relação ao tamanho do corpo, os sexos podem ter tido diferentes cores, o que explicaria algumas das discordâncias nas antigas descrições.

## Comportamento e ecologia
Johannes Pretorius manteve em cativeiro várias aves de Maurício que hoje estão extintas. Ele descreveu o comportamento do papagaio-de-bico-largo da seguinte maneira:
Os corvos indianos são maravilhosamente coloridos. Eles não conseguem voar e não são facilmente encontrados. É uma espécie de ave de muito mau humor. Quando cativo, se recusa a comer. Prefere morrer do que viver em cativeiro.
Ainda que o papagaio-de-bico-largo pudesse se alimentar no solo e não fosse muito habilidoso na arte de voar, seu tarsometatarso era curto e robusto, o que indica algumas características arbóreas. Os irmãos Newton, e muitos especialistas depois deles, inferiram que a espécie era incapaz de voar devido às asas curtas e ao seu grande tamanho, conforme mostrado no desenho do diário de bordo no navio Gelderland (1601). Mas de acordo com a análise de Hume, o desenho a lápis subjacente mostra que as asas não eram tão curtas assim. Elas aparecem amplas, tais como as de espécies adaptadas a viver em florestas, e a álula parece grande, uma característica de aves de voo lento. Sua quilha esternal era reduzida, mas não o suficiente para impedir o voo, tal como acontece com os papagaios Cyanoramphus, habilidosos para voar, mas que também têm quilhas reduzidas, e até mesmo com o kakapo, que tem a quilha vestigial e é incapaz de voar, mas consegue planar. Além disso, o relato de Hoffman afirma que a espécie podia voar, embora com dificuldade, e a primeira ilustração publicada mostra o papagaio no topo de uma árvore, um lugar improvável caso fosse exclusivamente terrestre. O papagaio-de-bico-largo pode ter tido o comportamento de uma ave quase incapaz de voar, como o já extinto Nestor productus.
A diferença de tamanho dos bicos dos machos e das fêmeas pode ter afetado o comportamento. Tal dimorfismo sexual é comum em outros psitaciformes, a exemplo da cacatua-das-palmeiras e do kaka da Nova Zelândia. Nas espécies em que ocorre, observa-se que machos e fêmeas preferem alimentos de diferentes tamanhos, o macho usa o bico para exibição, ou cada um tem papéis específicos na nidificação e criação dos filhotes. Da mesma forma, a grande diferença no tamanho da cabeça pode ter tido reflexo na ecologia de cada sexo, embora seja impossível determinar como.
O ornitólogo japonês Masauji Hachisuka sugeriu que o papagaio-de-bico-largo era noturno, tal como o kakapo e o Pezoporus occidentalis, dois papagaios viventes de hábitos terrestres. Relatos contemporâneos não corroboram esta hipótese, além disso, suas órbitas são de tamanho similar aos de outros grandes papagaios diurnos. O papagaio-de-bico largo foi registrado na região seca de sotavento da ilha Maurício, que era a mais acessível para as pessoas, e percebeu-se que as aves eram mais abundantes nas proximidades da costa, o que pode indicar que a fauna de tais áreas era mais diversificada. Pode ter aninhado em cavidades de árvores ou rochas, como o papagaio-cubano. O termo corvo pode ter sido atribuído à espécie devido a sua vocalização grosseira, as suas características comportamentais, ou simplesmente pela plumagem escura. A descrição a seguir, redigida por Jacob Granaet em 1666, menciona alguns dos outros animais que viviam nas mesmas florestas do papagaio-de-bico-largo, e pode indicar o seu comportamento:

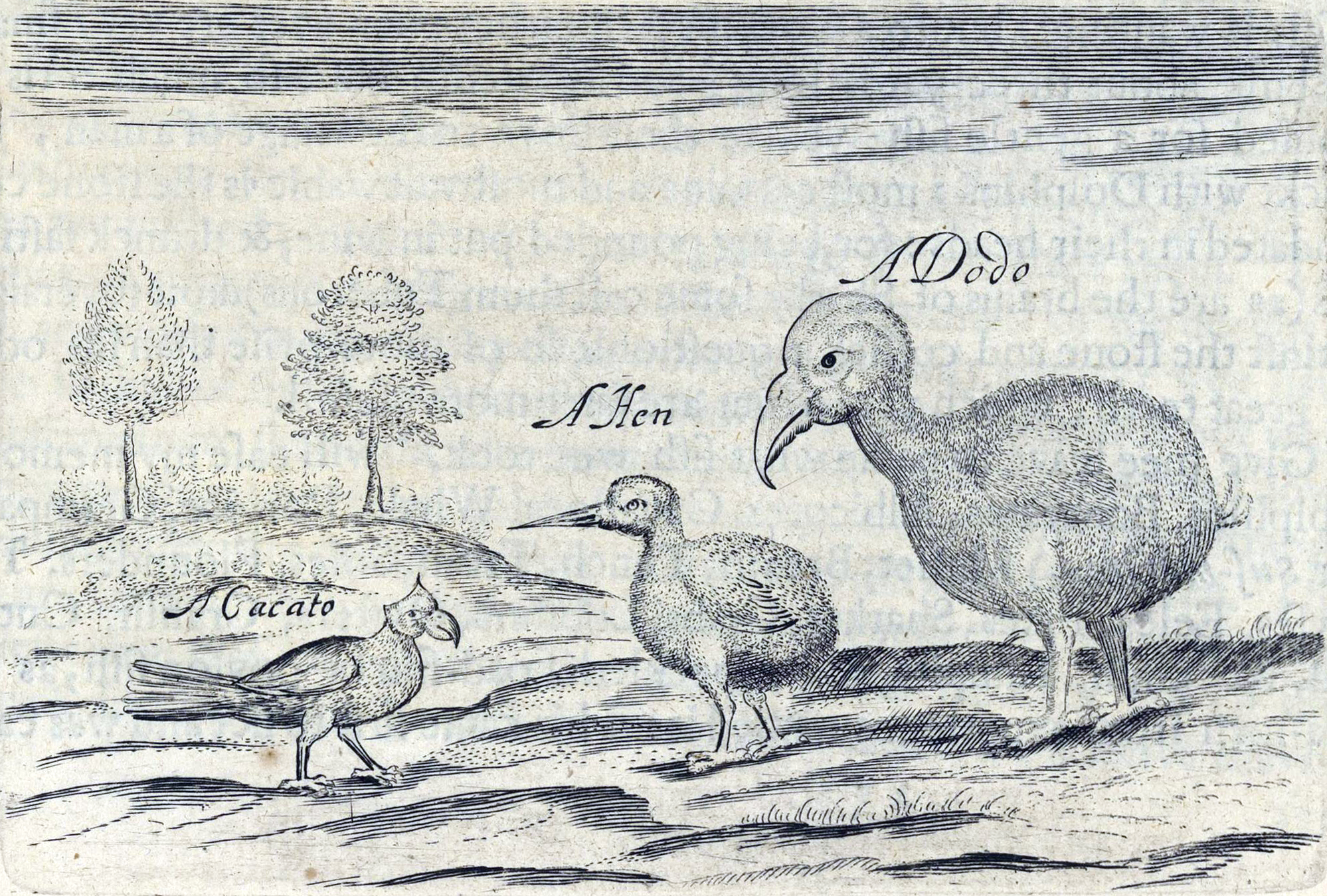
Este desenho de 1634 mostra o papagaio-de-bico-largo junto da galinhola-vermelha-de-maurício e do famoso dodô. Todos eles endêmicos de Maurício e já extintos.

No interior da floresta vivem papagaios, tartarugas e outros pombos selvagens, corvos arteiros e invulgarmente grandes [papagaios-de-bico-largo], falcões, morcegos e outras aves cujo nome eu não sei, pois nunca as tinha visto antes.
Muitas outras espécies endêmicas de Maurício tornaram-se extintas após a chegada dos seres humanos, de modo que o ecossistema da ilha está muito danificado e difícil de ser reconstruído. Antes da chegada dos humanos, Maurício era inteiramente coberta por florestas, mas muito pouco resta hoje devido ao desmatamento. A fauna endêmica sobrevivente ainda está seriamente ameaçada. O papagaio-de-bico-largo viveu ao lado de outras aves da ilha Maurício recentemente extintas, como a galinhola-vermelha-de-maurício, dodô, papagaio-cinzento-de-maurício, pombo-azul-de-maurício, coruja-de-maurício, Fulica newtonii (uma carqueja), Alopochen mauritiana (um ganso), Anas theodori (um pato), e Nycticorax mauritianus (um socó). Répteis extintos de Maurício incluem as duas espécies de tartarugas-gigantes endêmicas (Cylindraspis inepta e C. triserrata), o lagarto Leiolopisma mauritiana, e a jiboia-da-ilha-round. A Pteropus subniger e o caracol Tropidophora carinata viveram na ilha Maurício e ilha da Reunião, mas desapareceram de ambas as ilhas. Algumas plantas, como a Casearia tinifolia e a Angraecum palmiforme, também se tornaram extintas.

### Dieta

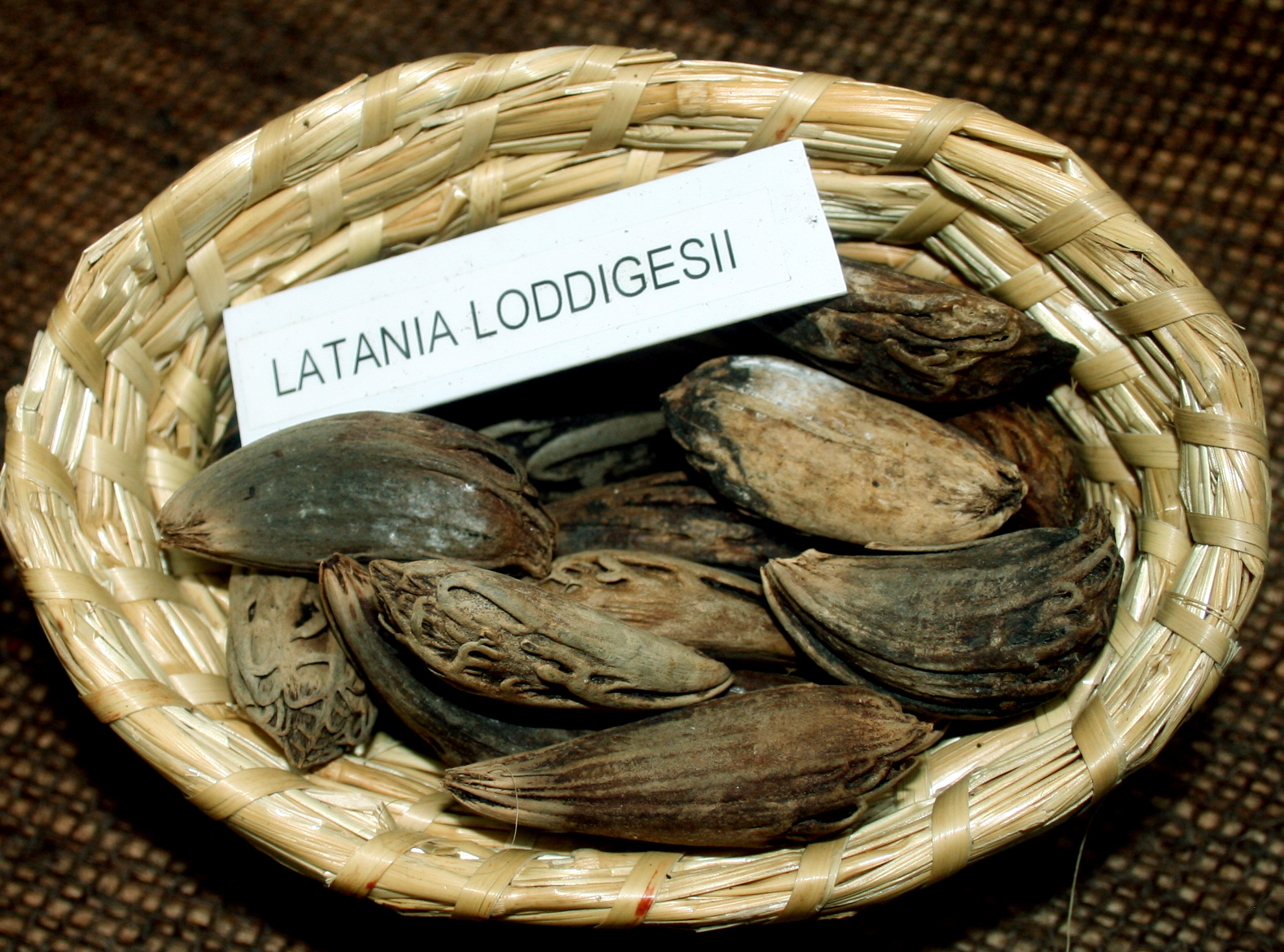
As sementes de Latania loddigesii podem ter feito parte da dieta do papagaio.

Espécies morfologicamente semelhantes ao papagaio-de-bico-largo, como a arara-azul e a cacatua-das-palmeiras, podem fornecer pistas sobre sua ecologia. Araras do gênero Anodorhynchus, que passam boa parte do tempo no solo, comem sementes de palmeiras muito duras. Carlos Yamashita sugeriu que estas araras dependiam da já extinta megafauna sul-americana, que ingeria os frutos e excretava as sementes, e que mais tarde essas aves passaram a contar com o gado domesticado para executar tal tarefa. De maneira similar, a cacatua-das-palmeiras da Australásia se alimenta de sementes não digeridas das fezes dos casuares. Yamashita acredita que as tartarugas Cylindraspis e o dodô executaram o mesmo papel em Maurício, e que o papagaio-de-bico-largo, com seu bico parecido com o de uma arara, dependia deles para obter sementes limpas. Muitos tipos de palmeiras e árvores semelhantes da ilha produzem sementes duras que podem ter feito parte da dieta da ave, incluindo a Latania loddigesii, Mimusops maxima, Sideroxylon grandiflorum, Diospyros egrettorium e Pandanus utilis.
Com base em radiografias, Holyoak alegou que a mandíbula do papagaio-de-bico-largo tinha uma estrutura frágil e sugeriu que a ave teria se alimentado de frutos macios ao invés de sementes duras. Como prova, ele ressaltou que o trabeculado interno era bem espaçado, que a porção superior do bico era larga ao passo que os palatinos eram estreitos, e o fato de que nenhum rostrum superior preservado ter sido descoberto, o que ele atribuiu à sua delicadeza. G. A. Smith, no entanto, pensa que os quatro gêneros que Holyoak usou como exemplos de papagaios com "fortes mandíbulas" com base em radiografias, Cyanoramphus, Melopsittacus, Neophema e Psephotus, na verdade, têm mandíbulas fracas em vida, e que as características morfológicas citadas por Holyoak não indicam força. Hume apontou que a morfologia da mandíbula do papagaio-de-bico-largo é comparável a do maior papagaio existente, a arara-azul-grande, que consegue quebrar com facilidade sementes duras. É, portanto, provável que o papagaio-de-bico-largo se alimentasse da mesma forma.

## Extinção

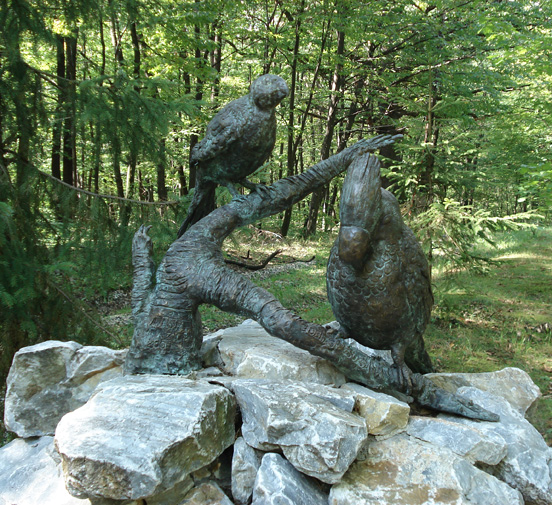
Estátuas do periquito-de-rodrigues e do papagaio-de-bico-largo no Zoológico do Parque Cultural de Miskolc, na Hungria.

Maurício já havia sido visitado por embarcações árabes na Idade Média e navios portugueses entre 1507 e 1513, mas nenhum deles se estabeleceu efetivamente na região. O Império Holandês se apossou de Maurício em 1598, batizando-o em homenagem a Maurício de Nassau, e daí em diante a ilha foi utilizada para o abastecimento de navios mercantes da Companhia Holandesa das Índias Orientais. Para os marinheiros que visitavam Maurício, em viagem no mar durante muito tempo, a fauna local era interessante especialmente do ponto de vista culinário. Das oito ou mais espécies de psitacídeos endêmicos das ilhas Mascarenhas, apenas o periquito-de-maurício conseguiu sobreviver até os dias atuais. Todos os outros foram extintos possivelmente pela combinação de dois fatores: caça excessiva e desmatamento.
Devido à sua fraca habilidade de voo, tamanho grande e possível destemor insular, o papagaio-de-bico-largo era uma presa fácil para os marinheiros. Seus ninhos podem ter sido extremamente vulneráveis à predação por ratos e macacos-caranguejeiros, animais introduzidos pelos europeus. Várias fontes indicam que a ave era agressiva, o que pode explicar a razão de ter sobrevivido por tanto tempo apesar das espécies invasoras trazidas nos navios. Acredita-se que o papagaio tenha sido extinto por volta da década de 1680, quando as palmeiras que os sustentavam foram derrubadas em larga escala. Ao contrário de outras espécies de papagaios, que foram muitas vezes tomadas como animais de estimação por marinheiros, não há registros de papagaios-bico-largo sendo transportados, vivos ou mortos, de Maurício, talvez por causa do estigma associado aos corvos. De qualquer maneira, as aves poderiam nem ter sobrevivido a uma longa viagem marítima, se acaso recusassem a comer outras coisas senão sementes.